# Anne-Louis de Thiard de Bissy
Pour les articles homonymes, voir Famille de Thiard de Bissy, Thiard et Bissy.
Anne-Louis de Thiard, marquis de Bissy (6 mai 1715, Paris - 3 mai 1748), est un militaire français.

## Biographie
Fils d'Anne-Claude de Thiard de Bissy et arrière petit-fils de Claude de Thiard, il entre comme mousquetaire à l'âge de quinze ans et passa colonel du régiment d'Anjou cavalerie à dix sept ans. Il prend part au siège de Philippsbourg.
En 1736, il est promu brigadier des armées du roi et obtint la charge de commissaire-général de la cavalerie, en remplacement du marquis de Clermont-Tonnerre, nommé mestre de camp général de cette arme.
En 1741, il est envoyé dans l'armée du maréchal de Maillebois pour y commander la cavalerie, puis, l'année suivante, commanda la cavalerie bavaroise.
Il est promu maréchal de camp le 20 février 1743, alors que son père et son grand père, également officiers généraux, étaient encore en activité.
Il est nommé gouverneur de Pontarlier et commandant de la cavalerie de l'armée d'Italie en 1744.
Il fut nommé chevalier de l'ordre du Saint-Esprit le 4 mai 1748, lendemain de son décès dont la nouvelle n'était pas encore parvenu à la cour. Cependant un brevet de 1750 autorisa sa famille à orner son tombeau et ses effigies des insignes de l'ordre.
Le roi le nomma à la charge de mestre de camp général de la cavalerie, en remplacement du marquis de Clermont-Tonnerre élevé à la dignité de maréchal de France. Il fut alors envoyé à l'armée de Flandre, et investi du commandement de toute la cavalerie. Il eut la cuisse fracassée par un éclat de bombe durant le siège de Maastricht en avril; malgré une ablation de la jambe, il mourut quelques jours plus tard de ses blessures.

## Sources
1. ↑  Edmond-Jean-François Barbier, Chronique de la régence et du règne de Louis XV (1718-1763), ou Journal de Barbier, Charpentier, 1866 (lire en ligne), p. 295

- Louis-Gabriel Michaud, Biographie universelle ancienne et moderne, 1811